# Химн на Източен Тимор
Химнът на Източен Тимор е песента Pátria („Отечество“). Изпълнява се от 28 ноември 1978 г., когато страната получава независимост от Португалия, до 7 декември 1978 г., когато тя е окупирана от индонезийските войски.
Pátria е провъзгласена за национален химн на 20 май 2002 година, когато Източен Тимор получава независимост от Индонезия.
Автор на музиката е Афонсо Редентор де Араужо (Afonso Redentor de Araújo), а на текста Франсишко Боржа да Коща (Francisco Borja da Costa), който е убит в деня на индонезийската окупация. Химнът се изпълнява на португалски език, но съществува версия и на тетун, който е национален език.

## Текст

### Португалски език
Pátria, Pátria, Timor-Leste, nossa Nação. 

Glória ao povo e aos heróis da nossa libertação.

Pátria, Pátria, Timor-Leste, nossa Nação. 

Glória ao povo e aos heróis da nossa libertação.

Vencemos o colonialismo, gritamos:

abaixo o imperialismo. 

Terra livre, povo livre, 

não, não, não à exploração. 

''Avante unidos firmes e decididos.

Na luta contra o imperialismo

o inimigo dos povos, até à vitória final.

Pelo caminho da revolução.

### Тетун
Pátria, Pátria, Timór-Leste, ita-nia Nasaun. 

Glória ba Povu no ba ita-nia eróis libertasaun nasionál. 

Pátria, Pátria, Timór-Leste, ita-nia Nasaun. 

Glória ba Povu no ba ita-nia eróis libertasaun nasionál. 

Ita manán hasoru kolonializmu, ita hakilar: 

Hatuun imperializmu. 

Rai livre, Povu livre, 

Lae, lae, lae ba esplorasaun. 

Bá oin hamutuk, laran-metin no barani. 

Halo funu hasoru imperializmu 

Inimigu Povu hotu-hotu nian, to’o vitória finál 

Liu dalan revolusaun.

### Превод на български език
Отечество, отечество, наша страна Източен Тимор.

Слава на хората и на борците за нашето освобождение.

Отечество, отечество, наша страна Източен Тимор.

Слава на хората и на борците за нашето освобождение.

Ние надвихме колониализма, ние крещим: долу на империализма!

Свободна страна, свободен народ, не няма експлоатация.

Нека да вървим напред задружно.

В борбата с империализма, врага на хората,

накрая ще победим, напред към революцията.